# Абдалла, Абдилатиф
Абдилатиф Абдалла (суахили Abdilatif Abdalla; род. 1946, Момбаса) — кенийский писатель
, поэт и политический деятель. Был заключен в тюрьму за поддержку Народного союза Кении и, находясь в одиночной камере, написал стихи, вошедшие в сборник Sauti ya Dhiki, который впоследствии был награждён премией Джомо Кеньятты в области литературы.

## Ранние годы
Абдилатиф Абдалла родился в Момбасе, Кения, в 1946 году, где его воспитывал дедушка Ахмад Башейх бин Хусейн. Абдалла учился в школе в Фазе, а затем продолжил обучение в Британском репетиторском колледже. Он начал свою политическую деятельность после работы в городском совете Момбасы помощником бухгалтера и написания брошюры «Кения, куда мы направляемся?» (Kenya Twendapi?) в поддержку левооппозиционной партии Народный союз Кении в 1968 году.

## Политзаключённый и поэт
Когда правительство президента Джомо Кениаты начало репрессии против активистов Народного союза Кении, Абдалла по обвинению в заговоре был брошен за решётку, где провёл период с 1969 по 1972 год. Сначала его заключение проходило в тюрьме Камити, а затем в тюрьме Симо ла Тева, где он содержался в одиночной камере. Находясь там, он написал стихи, которые войдут в сборник 1973 года Sauti ya Dhiki. Они были написаны на момбасской версии языка суахили и опубликованы его старшим братом шейхом Абдилахи Насиром . Позже он объяснял, что написание стихов в одиночной камере помогало ему сохранить рассудок.
После того, как в 1972 году ему была присуждена премия Джомо Кениаты по литературе, он перебрался в изгнание в Танзанию. Там он работал старшим исследователем суахили в Университете Дар-эс-Салама и участвовал в редактировании словаря суахили. В 1979 году он переехал в Лондон и работал в отделе суахили BBC, позже редактируя новостной журнал Africa Events. Единственное стихотворение Абдаллы на английском языке было опубликовано в 1988 году под названием «Мир, любовь и единство для кого?» (Peace, Love and Unity for Whom?). Это произошло в ответ на попытку правительства Даниэля арап Мои подкупить Абдаллу, чтобы тот больше не работал с Нгуги Ва Тхионго. Затем Абдалла преподавал суахили в Лейпцигском университете.

## Произведения
- Sauti ya Dhiki (1973)
- Utenzi wa maisha ya Adamu na Hawaa (1971)